# Stictotarsus bertrandi
Stictotarsus bertrandi é uma espécie de insetos coleópteros pertencente à família Dytiscidae.
A autoridade científica da espécie é Legros, tendo sido descrita no ano de 1956.
Trata-se de uma espécie presente no território português.